# Жул и Жим
„Жул и Жим“ (на френски: Jules et Jim) е френски драматичен филм от 1962 година на режисьора Франсоа Трюфо. Филмът е един от най-знаковите за творчеството му и е смятан за програмен за френската „Нова вълна“. В него Жана Моро, Оскар Вернер и Анри Сер правят едни от най-забележимите роли на живота си.
Създаден е по едноименния роман на Анри Пиер Роше (1953), който открива случайно през 1956 г., поразен от заглавието („музикално, много хубаво“), докато разглежда книги втора употреба.

## Сюжет
Действието се развива в навечерието на Първата световна война. Двама приятели – германец и французин – се влюбват до уши в момиче на име Катрин. Помежду им възниква съперничество за спечелване на сърцето ѝ, но тя не бърза с избора си, предпочитайки да прекарва приятно в компанията и на двамата. Красив, проникновен и умен филм за деликатната сфера на чувствата, заснет с огромно артистично майсторство.

## В ролите
| Изпълнител      | Роля                           |
| --------------- | ------------------------------ |
| Жана Моро       | Катрин                         |
| Оскар Вернер    | Жул                            |
| Анри Сер        | Жим                            |
| Вана Урбино     | Жилбер, годеницата на Жим      |
| Мари Дюбоа      | Тереза                         |
| Ани Нелсен      | Люси                           |
| Кристине Вагнер | Хелга                          |
| Сабине Худепин  | Сабине, дъщеря на Жул и Катрин |